# Ministero dell'industria, delle miniere e del commercio
Il Ministero dell'industria, delle miniere e del commercio è il dicastero del governo della Repubblica Islamica dell'Iran responsabile del commercio interno ed estero nonché della regolamentazione e attuazione delle politiche applicabili ai settori industriali e minerari.

## Storia
È stato istituito nel 2011 dall'unione del Ministero dell'industria e delle miniere con il Ministero del commercio.